# Хоакін Капілья
Хоакін Капілья (23 грудня 1928 — 8 травня 2010) — мексиканський стрибун у воду.
Олімпійський чемпіон 1956 року, призер 1948, 1952 років.
Переможець Панамериканських ігор 1951, 1955 років.